# المسافر (رواية)
المسافر (بالإنجليزية: Traveller)‏ هي رواية تاريخية للكاتب الإنجليزي ريتشارد آدامز، نشرت عام 1988، لأول مرة عن دار نشر كنوبف في الولايات المتحدة وهاتشنسون في المملكة المتحدة وليتل براون في كندا.

## روابط خارجية
- المسافر على موقع الموسوعة البريطانية (الإنجليزية)